# Axel Johan Lindblom
Axel Johan Lindblom, född 25 juni 1713, död 11 april 1797 i Odensvi församling, Kalmar län, var en svensk  präst och riksdagsman.

## Biografi
Axel Johan Lindblom föddes 1713. Han var son till kyrkoherden Lars Lindblom i Norra Vi församling och Helena Wegner. Lindblom blev 1731 student vid Uppsala universitet och avlade kandidatexamen där 1738. Han prästvigdes 15 augusti 1738 och blev samma år skvadronspredikant vid Östgöta kavalleriregemente. Lindblom deltog 1741–1742 i Finska kriget och blev 1747 regementspastor. Han blev 1750 kyrkoherde i Odensvi pastorat, utnämndes 1760 till prost, riksdagsman vid riksdagen 1760 och blev 1769 kontraktsprost i Södra Tjusts kontrakt. Lindblom var riksdagsman vid riksdagen 1769 och riksdagen 1778 och blev 1779 teologie doktor. Han avled 1797 i Odensvi socken. En sten är inmurad i Odensvi kyrka till hans minne.

### Familj
Lindblom gifte sig 1740 med Regina Margaretha Pallavicini (1713–1793), dotter till adelsmannen Jacopo Pallavicini och Maria Durant. De fick tillsammans barnen lagmannen Lars Axel Liljenstolpe (1743–1806) i Tjust, ärkebiskopen Jacob Axelsson Lindblom i Uppsala stift och kungliga sekreteraren Gabriel Lindblom (1750–1827).